# P3 Populär
P3 Populär var ett dagligt radioprogram i SR P3, som hade premiär den 22 januari 2007 tar upp all sorts populärkultur . I september 2011 togs beslutet att lägga ner programmet. Programmet gjorde sista sändningen 30 december 2011. Programledare var Hanna Fahl (2007 till 2010) och Tara Moshizi (2011). P3 Populär ersattes av programmet PP3.
P3 Populär sändes måndagar 10-11 och tisdagar till fredagar mellan klockan 10 och 12. Producent var Calle Dernulf. Övriga redaktionen bestod av Märta Myrstener, Nana Håkansson, Anton Almqvist, Jesper Engström, Christin Persson, Marcus Morey-Halldin och Sofia Thermaenius.

### Fotnoter
1. ↑  ”Svensk mediedatabas”. http://smdb.kb.se/catalog/search?q=%22P3+Popul%C3%A4r%22+typ%3Aradio&sort=OLDEST. Läst 16 april 2011.